# Ukraina i olympiska sommarspelen 2000
Ukraina deltog i de olympiska sommarspelen 2000 med en trupp bestående av 230 deltagare, 139 män och 91 kvinnor, och de tog totalt 23 medaljer.

## Medaljer

### Guld
- Mikola Miltjev - Skytte, skeet
- Jana Klotjkova - Simning, 200 m individuell medley
- Jana Klotjkova - Simning, 400 m individuell medley

### Silver
- Andreas Kotelnik - Boxning, lättvikt
- Sergej Dotsenko - Boxning, weltervikt
- Jevhen Buslovytj - Brottning, fristil 58 kg
- Davyd Saldadze - Brottning, grekisk-romersk stil 97 kg
- Natalija Burdejna, Olena Sadovnytja och Katerina Serdjuk - Bågskytte, lag
- Serhij Tjernjavskyj, Serhij Matvjejev, Oleksandr Symonenko och Oleksandr Fedenko - Cykling, förföljelselopp i lag
- Oleksandr Beresj, Valerij Hontjarov, Ruslan Mezentsev, Valeri Peresjkura, Oleksandr Svetlitjnj och Roman Zozulja - Gymnastik, mångkamp, lag
- Oksana Tsyhulova - Gymnastik, trampolin
- Denis Silantiev - Simning, 200 m fjäril
- Jana Klotjkova - Simning, 800 m frisim

### Brons
- Volodymyr Sydorenko - Boxning, flugvikt
- Serhij Danyltjenko - Boxning, bantamvikt
- Andrij Fedtjuk - Boxning, lätt tungvikt
- Iryna Janovytj - Cykling, sprint
- Roman Sjtjurenko - Friidrott, längdhopp
- Olena Hovorova - Friidrott, tresteg
- Oleksandr Beresj - Gymnastik, mångkamp
- Ruslan Masjurenko - Judo, Herrarnas 90 kg
- Ruslana Taran och Olena Pacholtjyk - Segling, 470
- Hanna Sorokina och Olena Zjupina - Simhopp, synkroniserad 3 m

## Badminton
Herrsingel
- Vladislav Druzchenko
  - 32-delsfinal: Bye
  - Sextondelsfinal: Förlorade mot Pullela Gopichand från Indien

Damsingel
- Elena Nozdran
  - 32-delsfinal: Bye
  - Sextondelsfinal: Förlorade mot Lee Kyung-won från Sydkorea

Damdubbel
- Elena Nozdran, Viktoriya Yevtushenko
  - Sextondelsfinal: Förlorade mot Ann-Lou Jorgensen, Mette Schjoldager från Danmark

Mixeddubbel
- Vladislav Druzchenko, Viktoriya Yevtushenko
  - Sextondelsfinal: Förlorade mot Ha Tae-kwon, Chung Jae Hee från Sydkorea

## Boxning
Lätt flugvikt
- Valeriy Sydorenko
  - Omgång 1 — Besegrade José Albuquerque från Brasilien
  - Omgång 2 — Besegrade Suban Punnon från Thailand
  - Kvartsfinal — Förlorade mot Maikro Romero från Kuba (→ gick inte vidare)

Flugvikt
- Vladimir Sidorenko
  - Omgång 1 — Besegrade Daniel Ponce de León från Mexiko
  - Omgång 2 — Besegrade Omar Narvaez från Argentina
  - Kvartsfinal — Besegrade Andrzej Rzany från Polen
  - Semifinal — Förlorade mot Wijan Ponlid från Thailand —  Brons

Bantamvikt
- Serhij Daniltjenko
  - Omgång 1 — Bye
  - Omgång 2 — Besegrade Ngangom Dingko Singh från Indien
  - Kvartsfinal — Besegrade Justin Kane från Australien
  - Semifinal — Förlorade mot Raimkul Malachbekov från Ryssland —  Brons

Fjädervikt
- Servin Suleymanov
  - Omgång 1 — Förlorade mot Juri Mladenov från Bulgarien (→ gick inte vidare)

Lättvikt
- Andriy Kotelnyk
  - Omgång 1 — Besegrade Larry Semillano från Filippinerna
  - Omgång 2 — Förlorade mot Raymond Narh från Ghana (→ gick inte vidare)

Lätt weltervikt
- Vjatjeslav Sentjenko
  - Omgång 1 — Förlorade mot Saleh Abdelbary Abdel Maksoud från Egypten (→ gick inte vidare)

Weltervikt
- Sergej Dotsenko
  - Omgång 1 — Besegrade Guillermo Saputo från Argentina
  - Omgång 2 — Besegrade Parkpoom Jangphonak från Thailand
  - Kvartsfinal — Besegrade Danijar Muneitbasov från Kazakstan
  - Semifinal — Besegrade Vitalie Grușac från Moldavien
  - Final — Förlorade mot Oleg Sajtov från Ryssland —  Silver

Mellanvikt
- Oleksandr Zubrihin
  - Omgång 1 — Bye
  - Omgång 2 — Besegrade Mohamed Mesbahi från Marocko
  - Kvartsfinal — Förlorade mot Zsolt Erdei från Ungern (→ gick inte vidare)

Lätt tungvikt
- Andrij Fedtjuk
  - Omgång 1 — Besegrade Azize Raguig från Marocko
  - Omgång 2 — Besegrade Charles Adamu från Ghana
  - Kvartsfinal — Besegrade Gurcharan Singh från Indien
  - Semifinal — Förlorade mot Rudolf Kraj från Tjeckien —  Brons

Tungvikt
- Alexandr Yatsenko
  - Omgång 1 — Bye
  - Omgång 2 — Förlorade mot Ruslan Tjagajev från Uzbekistan (→ gick inte vidare)

Supertungvikt
- Oleksii Mazikin
  - Omgång 1 — Bye
  - Omgång 2 — Besegrade Angus Whare Shelford från Nya Zeeland
  - Kvartsfinal — Förlorade mot Audley Harrison från Storbritannien (→ gick inte vidare)

## Bågskytte
| Herrarnas individuella |                |                       |                |                  |                   |                  |                  |                  |                  |
|                        | Serhiy Antonov | Serhiy Antonov        | Serhiy Antonov | Igor Parkhomenko | Igor Parkhomenko  | Igor Parkhomenko | Viktor Kurchenko | Viktor Kurchenko | Viktor Kurchenko |
| 32-delsfinal           | Besegrade      | Bair Badënov Ryssland | 164-153        | Förlorade mot    | Ismely Arias Kuba | 164-160          | Förlorade mot    | Bo Yang Kina     | 164-155          |
| Sextondelsfinal        | Förlorade mot  | Victor Wunderle USA   | 152-151        | -                | -                 | -                | -                | -                | -                |

| Damernas individuella |                  |                          |                  |                   |                       |                   |                   |                   |                   |
|                       | Kateryna Serdyuk | Kateryna Serdyuk         | Kateryna Serdyuk | Nataliya Burdeyna | Nataliya Burdeyna     | Nataliya Burdeyna | Olena Sadovynycha | Olena Sadovynycha | Olena Sadovynycha |
| 32-delsfinal          | Besegrade        | Irene Franchini Italien  | 157-144          | Besegrade         | Zekiye Satir Turkiet  | 166-157           | Besegrade         | Agata Bulwa Polen | 163-155           |
| Sextondelsfinal       | Besegrade        | Barbara Mensing Tyskland | 161-153          | Förlorade mot     | Ok Sil Choe Nordkorea | 162-160           | Förlorade mot     | Anna Lecka Polen  | 159-158           |
| Åttondelsfinal        | Förlorade mot    | Ok Sil Choe Nordkorea    | 160-153          | -                 | -                     | -                 | -                 | -                 | -                 |

Damernas lagtävling
- Serdyuk, Burdeyna och Sadovnycha — final, silver (3-1)

Herrarnas lagtävling
- Antonov, Parkhomenko och Kurchenko — kvartsfinal, 8:e plats (1-1)

## Cykling

### Mountainbike
Herrarnas terränglopp
- Sergiy Rysenko
  - Final — 2:20:40.00 (→ 27:e plats)

### Landsväg
Herrarnas tempolopp
- Serhiy Honchar
  - Final — 0:59:20 (→ 9:e plats)

- Sergiy Matveyev
  - Final — 1:00:25 (→ 18:e plats)

Herrarnas linjelopp
- Volodymyr Duma
  - Final — 5:30:46 (→ 27:e plats)

- Serguei Outschakov
  - Final — 5:30:46 (→ 39:e plats)

- Olexandr Fedenko
  - Final — 5:30:46 (→ 42:e plats)

- Volodimir Gustov
  - Final — 5:30:46 (→ 65:e plats)

- Serhiy Honchar
  - Final — DNF

Damernas tempolopp
- Tetyana Stiajkina
  - Final — 0:44:45 (→ 19:e plats)

Damernas linjelopp
- Tetyana Stiajkina
  - Final — 3:06:31 (→ 17:e plats)

- Oksana Saprykina
  - Final — 3:06:31 (→ 19:e plats)

- Valentyna Karpenko
  - Final — 3:10:33 (→ 33:e plats)

### Bana
Herrarnas förföljelse
- Alexander Symonenko
  - Kval — 04:23.983 (→ gick inte vidare)

- Sergiy Matveyev
  - Kval — 04:25.380 (→ gick inte vidare)

Herrarnas poänglopp
- Vasyl Yakovlev
  - Poäng — 5
  - Varv efter — 2 (→ 17:e plats)

Herrarnas lagförföljelse
- Alexander Symonenko, Oleksandr Fedenko, Sergiy Matveyev och Sergiy Chernyavskyy
  - Kval — 04:04.078
  - Kvartsfinal — 04:03.359
  - Semifinal — 04:00.830
  - Final — 04:04.520 (→  Silver)

Herrarnas Madison
- Vasyl Yakovlev, Oleksandr Fedenko
  - Final — 8 (→ 9:e plats)

Damernas sprint
- Iryna Yanovych
  - Kval — 11.548
  - Åttondelsfinal — Besegrade Szilvia Noemi Szabolcsi från Ungern
  - Kvartsfinal — Besegrade Tanya Dubnicoff från Kanada
  - Semifinal — Förlorade mot Oxana Grichina från Ryssland
  - Bronze Medal Match — Besegrade Michelle Ferris från Australia (→  Brons)

Damernas tempolopp
- Iryna Yanovych
  - Final — 35.512 (→ 9:e plats)

## Friidrott
Herrarnas 100 meter
- Konstantin Rurak
  - Omgång 1 — 10.48
  - Omgång 2 — 10.38 (→ gick inte vidare)

- Anatoliy Dovhal
  - Omgång 1 — 10.48 (→ gick inte vidare)

Herrarnas 400 meter
- Oleksandr Kaydash
  - Omgång 1 — 46.88 (→ gick inte vidare)

Herrarnas 1 500 meter
- Ivan Heshko
  - Omgång 1 — 03:41.80 (→ gick inte vidare)

Herrarnas 5 000 meter
- Sergej Lebid
  - Omgång 1 — 13:29.69
  - Final — 13:37.80 (→ 7:e plats)

Herrarnas 400 meter häck
- Gennadiy Gorbenko
  - Omgång 1 — 49.12
  - Semifinal — 48.4
  - Final — 49.01 (→ 8:e plats)

Herrarnas 4 x 400 meter stafett
- Gennadiy Gorbenko, Oleksandr Kaydash, Roman Voronko och Yevgeniy Zyukov
  - Omgång 1 — 03:05.41
  - Semifinal — 03:02.68 (→ gick inte vidare)

Herrarnas 3 000 meter hinder
- Sergiy Redko
  - Omgång 1 — 08:40.51 (→ gick inte vidare)

Herrarnas kulstötning
- Yuriy Bilonog
  - Kval — 20.53
  - Final — 20.84 (→ 5:e plats)

- Roman Virastyuk
  - Kval — 19.27 (gick inte vidare)

Herrarnas diskuskastning
- Kyryle Chuprynn
  - Kval — 58.38 (gick inte vidare)

Herrarnas släggkastning
- Andriy Skvaruk
  - Kval — 79.55
  - Final — 75.50 (→ 10:e plats)

- Vladyslav Piskunov
  - Kval — 76.08 (→ gick inte vidare)

- Oleksandr Krykun
  - Kval — 74.83 (→ gick inte vidare)

Herrarnas längdhopp
- Roman Schurenko
  - Kval — 8.01
  - Final — 8.31 (→  Brons)

- Olexiy Lukashevych
  - Kval — 8.01
  - Final — 8.26 (→ 4:e plats)

Herrarnas tresteg
- Sergii Izmailov
  - Kval — 16.10 (→ gick inte vidare)

Herrarnas höjdhopp
- Sergii Dymchenko
  - Kval — 2.27
  - Final — 2.29 (→ 9:e plats)

- Andriy Sokolovskyy
  - Kval — 2.24 (→ gick inte vidare)

- Ruslan Glyvynskyy
  - Kval — 2.15 (→ gick inte vidare)

Herrarnas stavhopp
- Denys Yurchenko
  - Kval — 5.40 (→ gick inte vidare)

- Sergej Bubka
  - Kval — inget resultat

Herrarnas 50 kilometer gång
- Oleksiy Shelest
  - Final — 4:07:39 (→ 32:e plats)

Herrarnas tiokamp
- Oleksandr Yurkov
  - 100 m — 10.89
  - Längd — 6.68
  - Kula — 14.78
  - Höjd — 1.97
  - 400 m — 48.66
  - 100 m Hurdles — 15.02
  - Diskus — 48.67
  - Stav — 5.00
  - Spjut — 54.77
  - 1,500 m — 04:39.94
  - Poäng — 7993.00 (→ 16:e plats)

- Volodymyr Mykhailenko
  - 100 m — 11.10
  - Längd — 7.04
  - Kula — 13.53
  - Höjd — 2.06
  - 400 m — 48.80
  - 100 m häck — 14.84
  - Diskus — 40.45
  - Stav — 4.60
  - Spjut — 47.27
  - 1,500 m — 04:36.23
  - Poäng — 7676.00 (→ 22:e plats)

- Fedir Laukhin
  - 100 m — 11.21
  - Längd — 7.01
  - Kula — 13.16
  - Höjd — 2.03
  - 400 m — 49.64
  - 100 m Hurdles — 15.16
  - Diskus — 38.33
  - Stav — 4.90
  - Spjut — 55.53
  - 1,500 m — 04:41.48
  - Poäng — 7652.00 (→ 23:e plats)

Damernas 100 meter
- Zhanna Pintusevych
  - Omgång 1 — 11.27
  - Omgång 2 — 11.08
  - Semifinal — 11.32
  - Final — 11.20 (→ 5:e plats)

- Anzhela Kravchenko
  - Omgång 1 — 11.35
  - Omgång 2 — 11.32 (→ gick inte vidare)

- Iryna Pukha
  - Omgång 1 — 11.41
  - Omgång 2 — 11.54 (→ gick inte vidare)

Damernas 200 meter
- Zhanna Pintusevych
  - Omgång 1 — 23.13
  - Omgång 2 — 22.70
  - Semifinal — 22.74
  - Final — 22.66 (→ 8:e plats)

- Olena Pastushenko
  - Omgång 1 — 23.64
  - Omgång 2 — 23.63 (→ gick inte vidare)

Damernas 400 meter
- Olena Rurak
  - Omgång 1 — 53.45 (→ gick inte vidare)

Damernas 800 meter
- Olena Buzhenko
  - Omgång 1 — 02:03.48 (→ gick inte vidare)

Damernas 1 500 meter
- Tetyana Kryvobok
  - Omgång 1 — 04:22.11 (→ gick inte vidare)

Damernas 100 meter häck
- Olena Krasovska
  - Omgång 1 — 13.15
  - Omgång 2 — 13.02
  - Semifinal — 13.02 (→ gick inte vidare)

- Mayya Shemchishena
  - Omgång 1 — 13.18 (→ gick inte vidare)

- Nadiya Bodrova
  - Omgång 1 — 13.25 (→ gick inte vidare)

Damernas 400 meter häck
- Tetyana Tereshchuk-Antipova
  - Omgång 1 — 56.27
  - Semifinal — 54.25
  - Final — 53.98 (→ 5:e plats)

- Tetyana Debela
  - Omgång 1 — 57.33 (→ gick inte vidare)

Damernas 4 x 100 meter stafett
- Olena Krasovska, Anzhela Kravchenko, Olena Pastushenko, and Iryna Pukha
  - Omgång 1 — 43.93
  - Semifinal — 43.31 (→ gick inte vidare)

Damernas diskuskastning
- Olena Antonova
  - Kval — 60.73 (→ gick inte vidare)

Damernas spjutkastning
- Tetyana Lyakhovych
  - Kval — 57.41 (→ gick inte vidare)

Damernas släggkastning
- Iryna Sekachova
  - Kval — 61.44 (→ gick inte vidare)

Damernas längdhopp
- Olena Shekhovtsova
  - Kval — 6.65
  - Final — 6.37 (→ 12:e plats)

- Viktoriya Vershynina
  - Kval — 6.56 (→ gick inte vidare)

Damernas tresteg
- Olena Hovorova
  - Kval — 14.76
  - Final — 14.96 (→  Brons)

- Olena Khlusovych
  - Kval — 13.60 (→ gick inte vidare)

Damernas höjdhopp
- Vita Palamar
  - Kval — 1.94
  - Final — 1.96 (→ 7:e plats)

- Inga Babakova
  - Kval — 1.94
  - Final — 1.96 (→ 5:e plats)

- Iryna Mykhal-Chenko
  - Kval — 1.85 (→ gick inte vidare)

Damernas stavhopp
- Anzhela Balakhonova
  - Kval — 4.30 (→ gick inte vidare)
  - Final — NM

Damernas 20 kilometer gång
- Valentyna Savchuk
  - Final — 1:33:22 (→ 12:e plats)

- Vira Zozulya
  - Final — 1:35:43 (→ 24:e plats)

Damernas sjukamp
- Larysa Necheporuk
  - 100 m häck — 14.53
  - Höjd — 1.72
  - Kula — 13.56
  - 200 m — 25.76
  - Längd — 5.89
  - Spjut — 44.57
  - 800 m — 02:19.94
  - Poäng — 5762 (→ 20:e plats)

- Lyudmyla Kovalova
  - 100 m häck — 15.12
  - Höjd — 1.72
  - Kula — 13.57
  - 200 m — 26.36
  - Längd — 5.57
  - Spjut — 42.50
  - 800 m — 02:13.52
  - Poäng — 5585 (→ 23:e plats)

## Fäktning
Herrarnas florett
- Serhiy Holubytskiy
- Oleksiy Kruhliak
- Oleksiy Bryzhalov

Herrarnas florett, lag
- Oleksiy Kruhliak, Serhiy Holubytskiy, Oleksiy Bryzhalov

Herrarnas värja
- Oleksandr Horbachuk

Herrarnas sabel
- Vadym Huttsait
- Volodymyr Kaliuzhniy
- Volodymyr Lukashenko

Herrarnas sabel, lag
- Vadym Huttsait, Volodymyr Lukashenko, Volodymyr Kaliuzhniy

Damernas florett
- Olena Koltsova
- Liudmyla Vasylieva
- Olha Leleiko

Damernas florett, lag
- Liudmyla Vasylieva, Olena Koltsova, Olha Leleiko

## Kanotsport
Sprint
Herrar
Herrarnas K-1 1000 m
- Vladyslav Tereshchenko
  - Kvalheat — 03:39,517
  - Semifinal — 03:46,833 (→ gick inte vidare)

Herrarnas C-1 500 m
- Mykhaylo Slivinskyy
  - Kvalheat — 01:53,682
  - Semifinal — 01:52,461
  - Final — 02:33,129 (→ 7:e plats)

Herrarnas C-2 500 m
- Sergiy Klmnyuk, Dmytro Sablin
  - Kvalheat — 01:42,903
  - Semifinal — Bye
  - Final — 02:02,612 (→ 8:e plats)

Herrarnas C-2 1000 m
- Roman Bundz, Leonid Kemlockuk
  - Kvalheat — 03:47,150
  - Semifinal — 03:47,298 (→ gick inte vidare)

Damer
Damernas K-1 500 m
- Inna Osypenko
  - Kvalheat — 02:02,712 (→ gick inte vidare)

Damernas K-2 500 m
- Ganna Balabanova, Nataliya Fiklisova
  - Kvalheat — 01:46,942
  - Semifinal — 01:47,370 (→ gick inte vidare)

Damernas K-4 500 m
- Ganna Balabanova, Olena Cherevatova, Nataliya Fiklisova och Mariya Ralcheva
  - Kvalheat — 01:35,454
  - Semifinal — 01:37,704
  - Final — 01:37,544 (→ 5:e plats)

## Modern femkamp
Herrar
- Wadim Tkachuk — 5274 poäng, (→ 5:e plats)
- Georigi Tchimeris — 5188 poäng (→ 10:e plats)

Damer
- Tatiana Nakaznaya — 4977 poäng (→ 11:e plats)

## Rodd
Herrarnas dubbelsculler
- Kostiantyn Zajtsev
- Kostiantyn Pronenko

Herrarnas scullerfyra
- Oleksandr Martjenko
- Oleksandr Zaskalko
- Oleh Lykov
- Leonid Sjaposjnykov

Damernas tvåa utan styrman
- Nina Proskura
- Jevhenija Andreeva

Damernas scullerfyra
- Olena Ronzjyna
- Tetjana Ustjuzjanina
- Svetlana Mazij
- Dina Myftachutdinova

## Segling
Mistral
- Maxym Oberemko
  - Lopp 1 — 7
  - Lopp 2 — 23
  - Lopp 3 — 15
  - Lopp 4 — 18
  - Lopp 5 — (30)
  - Lopp 6 — 16
  - Lopp 7 — 6
  - Lopp 8 — 1
  - Lopp 9 — (26)
  - Lopp 10 — 20
  - Lopp 11 — 2
  - Final — 108 (→ 14:e plats)

470
- Jevhen Braslavets och Igor Matvienko
  - Lopp 1 — 2
  - Lopp 2 — 5
  - Lopp 3 — (30) DSQ
  - Lopp 4 — (30) OCS
  - Lopp 5 — 6
  - Lopp 6 — 2
  - Lopp 7 — 4
  - Lopp 8 — 9
  - Lopp 9 — 11
  - Lopp 10 — 30 DSQ
  - Lopp 11 — 3
  - Final — 72 (→ 6:e plats)

Mistral
- Olha Maslivets
  - Lopp 1 — 17
  - Lopp 2 — (24)
  - Lopp 3 — (23)
  - Lopp 4 — 20
  - Lopp 5 — 22
  - Lopp 6 — 20
  - Lopp 7 — 21
  - Lopp 8 — 22
  - Lopp 9 — 22
  - Lopp 10 — 20
  - Lopp 11 — 21
  - Final — 185 (→ 23:e plats)

470
- Ruslana Taran och Olena Pacholtjyk
  - Lopp 1 — 5
  - Lopp 2 — 7
  - Lopp 3 — 3
  - Lopp 4 — (13)
  - Lopp 5 — 5
  - Lopp 6 — 1
  - Lopp 7 — 10
  - Lopp 8 — 9
  - Lopp 9 — (11)
  - Lopp 10 — 5
  - Lopp 11 — 3
  - Final — 48 (→  Silver)

Soling
- Volodymyr Korotkov, Sergij Pitjugin och Sergij Timochov
  - Utslagningsomgång, grupp 1 — (1-4) 1 poäng — Gick inte vidare

49er
- Rodion Luka och Georgij Leontjuk
  - Lopp 1 — 3
  - Lopp 2 — 15
  - Lopp 3 — (18) RET
  - Lopp 4 — 9
  - Lopp 5 — 14
  - Lopp 6 — 5
  - Lopp 7 — 2
  - Lopp 8 — (18) OCS
  - Lopp 9 — 7
  - Lopp 10 — 1
  - Lopp 11 — 13
  - Lopp 12 — 9
  - Lopp 13 — 12
  - Lopp 14 — 9
  - Lopp 15 — 8
  - Lopp 16 — 15
  - Final — 122 (→ 10:e plats)

## Simhopp
Herrar
| Hoppare                            | Gren                       | Kval   | Kval      | Semifinal        | Semifinal        | Semifinal        | Semifinal        | Final            | Final            | Final            | Final            |
| Hoppare                            | Gren                       | Poäng  | Placering | Poäng            | Placering        | Totalt           | Placering        | Poäng            | Placering        | Totalt           | Placering        |
| ---------------------------------- | -------------------------- | ------ | --------- | ---------------- | ---------------- | ---------------- | ---------------- | ---------------- | ---------------- | ---------------- | ---------------- |
| Dmytro Lysenko                     | Herrarnas 3 m              | 345,54 | 27        | Gick inte vidare | Gick inte vidare | Gick inte vidare | Gick inte vidare | Gick inte vidare | Gick inte vidare | Gick inte vidare | Gick inte vidare |
| Eduard Safonov                     | Herrarnas 3 m              | 355,05 | 25        | Gick inte vidare | Gick inte vidare | Gick inte vidare | Gick inte vidare | Gick inte vidare | Gick inte vidare | Gick inte vidare | Gick inte vidare |
| Olexsandr Skrypnik                 | Herrarnas 10 m             | 362,82 | 23        | Gick inte vidare | Gick inte vidare | Gick inte vidare | Gick inte vidare | Gick inte vidare | Gick inte vidare | Gick inte vidare | Gick inte vidare |
| Roman Volod'kov                    | Herrarnas 10 m             | 377,04 | 21        | Gick inte vidare | Gick inte vidare | Gick inte vidare | Gick inte vidare | Gick inte vidare | Gick inte vidare | Gick inte vidare | Gick inte vidare |
| Olexsandr Skrypnik Roman Volod'kov | Herrarnas 10 m parhoppning | i.u.   | i.u.      | i.u.             | i.u.             | i.u.             | i.u.             | 332,22           | 7                | 332,22           | 7                |

Damer
| Hoppare                      | Gren                     | Kval   | Kval      | Semifinal        | Semifinal        | Semifinal        | Semifinal        | Final            | Final            | Final            | Final            |
| Hoppare                      | Gren                     | Poäng  | Placering | Poäng            | Placering        | Totalt           | Placering        | Poäng            | Placering        | Totalt           | Placering        |
| ---------------------------- | ------------------------ | ------ | --------- | ---------------- | ---------------- | ---------------- | ---------------- | ---------------- | ---------------- | ---------------- | ---------------- |
| Ganna Sorokina               | Damernas 3 m             | 291,39 | 8         | 210,63           | 16               | 502,02           | 10               | 302,34           | 11               | 512,97           | 11               |
| Olga Jefimenko               | Damernas 3 m             | 265,74 | 16        | 215,25           | 15               | 480,99           | 14               | Gick inte vidare | Gick inte vidare | Gick inte vidare | Gick inte vidare |
| Svitlana Serbina             | Damernas 10 m            | 230,64 | 32        | Gick inte vidare | Gick inte vidare | Gick inte vidare | Gick inte vidare | Gick inte vidare | Gick inte vidare | Gick inte vidare | Gick inte vidare |
| Olena Zjupina                | Damernas 10 m            | 304,65 | 9         | 173,16           | 7                | 477,81           | 8                | 315,93           | 7                | 489,09           | 6                |
| Ganna Sorokina Olena Zjupina | Damernas 3 m parhoppning | i.u.   | i.u.      | i.u.             | i.u.             | i.u.             | i.u.             | 290,34           | 3                | 290,34           |                  |

## Tennis
| Spelare                            | Gren      | Omgång 1                          | Åttondelsfinaler                           | Kvartsfinaler     | Semifinaler       | Final / BM        | Final / BM       |
| Spelare                            | Gren      | Motståndare Poäng                 | Motståndare Poäng                          | Motståndare Poäng | Motståndare Poäng | Motståndare Poäng | Placering        |
| ---------------------------------- | --------- | --------------------------------- | ------------------------------------------ | ----------------- | ----------------- | ----------------- | ---------------- |
| Elena Tatarkova Anna Zaporozjanova | Damdubbel | Lee / Weng (TPE) W 6-3, 7–6 (6-4) | Halard-Decugis / Mauresmo (FRA) L 2–6, 4–6 | Gick inte vidare  | Gick inte vidare  | Gick inte vidare  | Gick inte vidare |

## Triathlon
| Triathlet              | Gren                | Simning (1,5 km) | Trans 1 | Cykling (40 km) | Trans 2 | Löpning (10 km) | Total tid  | Placering |
| ---------------------- | ------------------- | ---------------- | ------- | --------------- | ------- | --------------- | ---------- | --------- |
| Andrij Glusjtjenko     | Herrarnas triathlon | 18:09,79         | 14      | 59:29,90        | 39      | 31:50,48        | 1:49:30,17 | 11        |
| Volodymyr Polikarpenko | Herrarnas triathlon | 17:59,89         | 6       | 59:37,20        | 37      | 32:14,69        | 1:49:51,78 | 15        |